# Crematogaster solers
Crematogaster solers är en myrart som beskrevs av Auguste-Henri Forel 1910. Crematogaster solers ingår i släktet Crematogaster och familjen myror. Inga underarter finns listade i Catalogue of Life.